# Marktkirche w Wiesbaden
Marktkirche – neogotycka świątynia znajdująca się w niemieckim mieście Wiesbaden, między Marktplatzem i Schloßplatzem. Główny luterański kościół miasta.

## Historia
26 stycznia 1851 parafia ewangelicka zleciła urzędnikowi i architektowi Carlowi Boosowi znalezienie miejsca pod budowę głównego kościoła miasta (wcześniejszy kościół św. Maurycego został zniszczony 27 lipca 1850 roku przez pożar). Po przeanalizowaniu kilku potencjalnych lokalizacji zdecydowano się na teren przy Schloßplatzu dzięki dogodnym położeniu w samym centrum miasta. Projekt zatwierdzono 14 stycznia 1852, a w marcu tegoż roku rozpoczęto budowę fundamentów. 22 września 1853 książę Adolf z Nassau-Weilburga wmurował kamień węgielny, w 1857 ukończono prace wewnątrz kościoła, a 13 listopada 1862 miała miejsce konsekracja świątyni. Do budowy użyto około 6,5 miliona cegieł. Kościół został uszkodzony podczas II wojny światowej, odbudowę ukończono w 1948 roku.

## Architektura
Świątynia neogotycka, trójnawowa, o układzie bazylikowym. Fakt realizacji ceglanego kościoła neogotyckiego, inspirowanego berlińskim Friedrichswerdersche Kirche projektu Karla Friedricha Schinkla, wywołał kontrowersje – architekt Heinrich Hübsch uznał, iż na tym obszarze bardziej stosownym byłoby wzniesienie świątyni naśladującej budowle wczesnochrześcijańskie, a nie niespotykany tu gotyk ceglany. Krytyce poddano również wysokość wieży. Pięć wież nawiązuje do katedry w Limburgu – najwyższa z nich ma wysokość 88 m lub 92 m (rozbieżności w źródłach), niższe z wież przy fasadzie – 58 m, a wieże przy prezbiterium – 73 m. Całkowita długość budynku wynosi około 60 metrów. W kościele widoczne są jednak cechy architektury klasycystycznej – płaskie dachy ukryto za maswerkowymi attykami, dekoracja portalu głównego również ma klasycyzujący charakter. Drobniejsze detale zewnętrzne wykonano z terakoty w miejscowych zakładach Höppli. Obecna kolorystyka wnętrz została odtworzona w latach 60. XX wieku.

## Wyposażenie
Przy ołtarzu głównym w kwietniu 1863 roku ustawiono pięć marmurowych rzeźb autorstwa Emila Hopfgartena, ufundowanych przez księcia Adolfa, przedstawiających Jezusa Chrystusa (wzorowanego na posągu dłuta Bertela Thorvaldsena) oraz czterech ewangelistów, przy czym figury świętych prawdopodobnie zostały wykonane przez Scipionego Jardellę, ucznia Hopfgartena. Na emporze ustawiono organy z 1863 roku z warsztatu Eberharda Friedricha Walckera z Ludwigsburga, później wielokrotnie przebudowywane. Organy w prezbiterium pochodzą z 1982 roku. Oryginalne witraże zostały zniszczone podczas II wojny światowej. Witraż ze sceną Zmartwychwstania Pańskiego wykonała w latach 1947–1949 artystka Lina von Schauroth, a sceny Narodzenia Pańskiego z 1955 i Ukrzyżowania z 1960 zaprojektował Rudolf Kattner. W 2012, na pamiątkę 150-lecia świątyni, zainstalowano trzy kolejne witraże autorstwa Karla-Martina Hartmanna. W 1986 roku w najwyższej z wież zawieszono 49 brązowych dzwonów karylionowych, grających codziennie o godzinie 9:00, 12:00, 15:00, 17:00 i 19:00. Prócz nich świątynia ma również 5 dzwonów bujanych, używanych przed nabożeństwami.

## Galeria

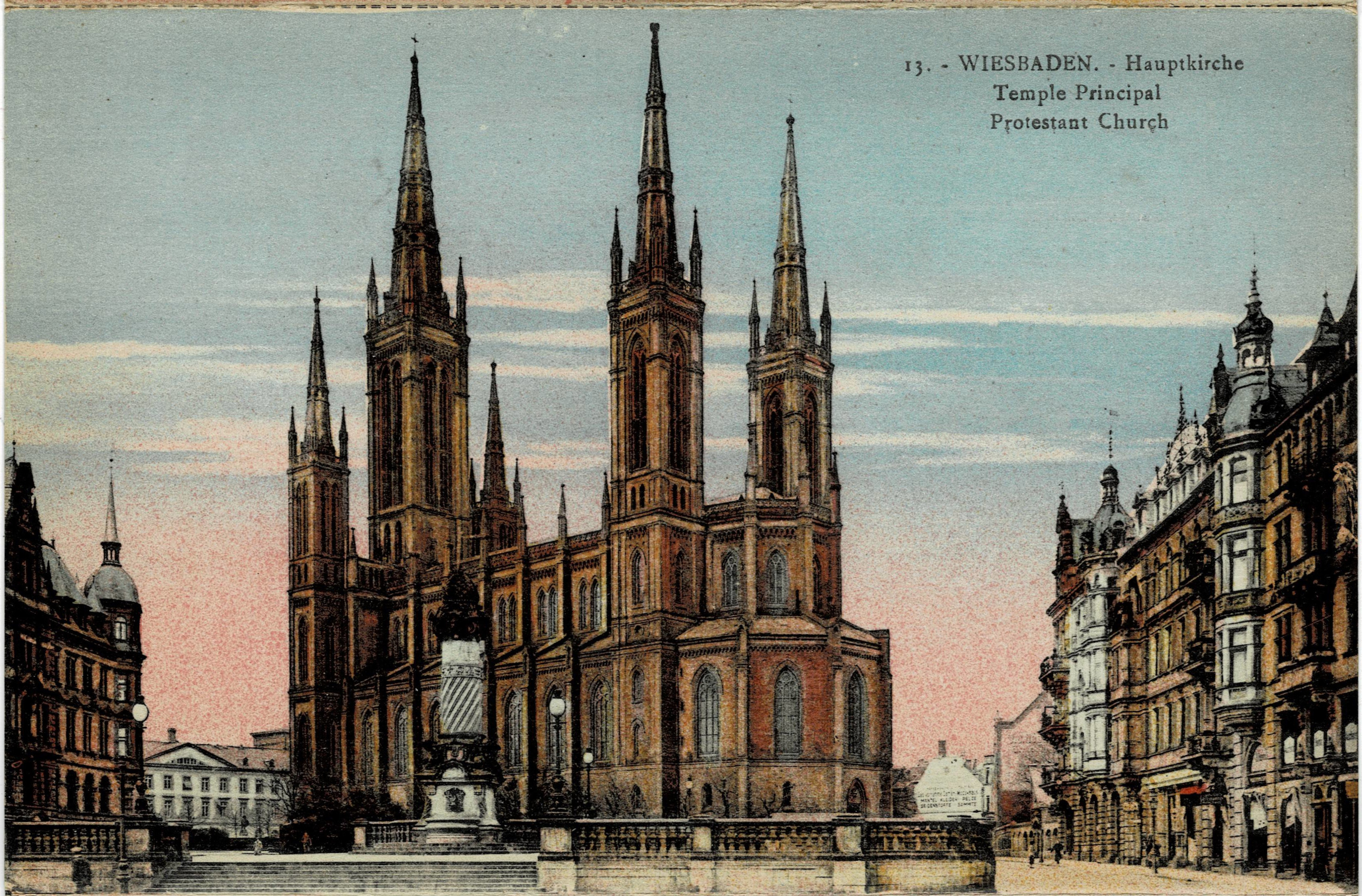
Widok na pocztówce z 1925
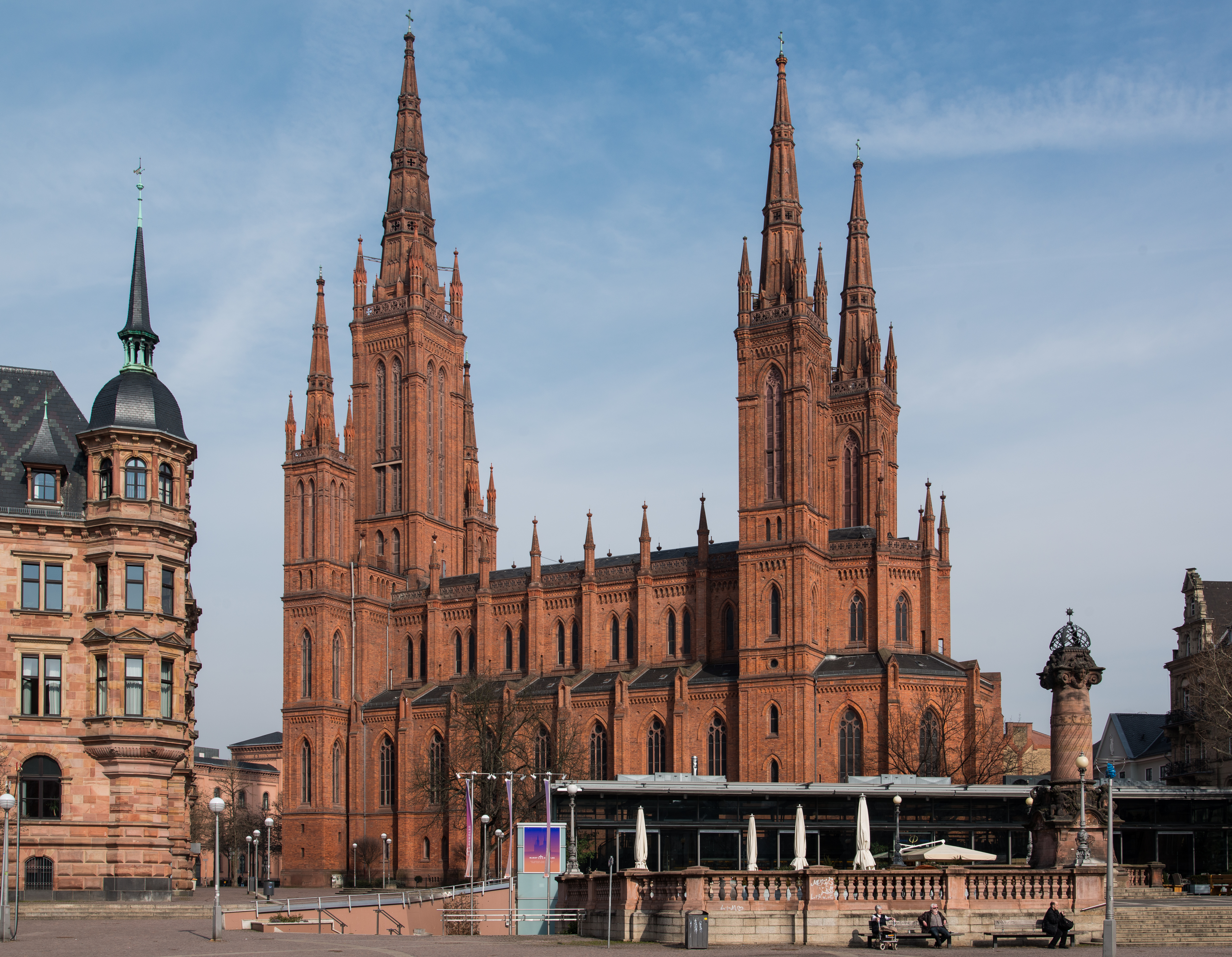
Widok z południa
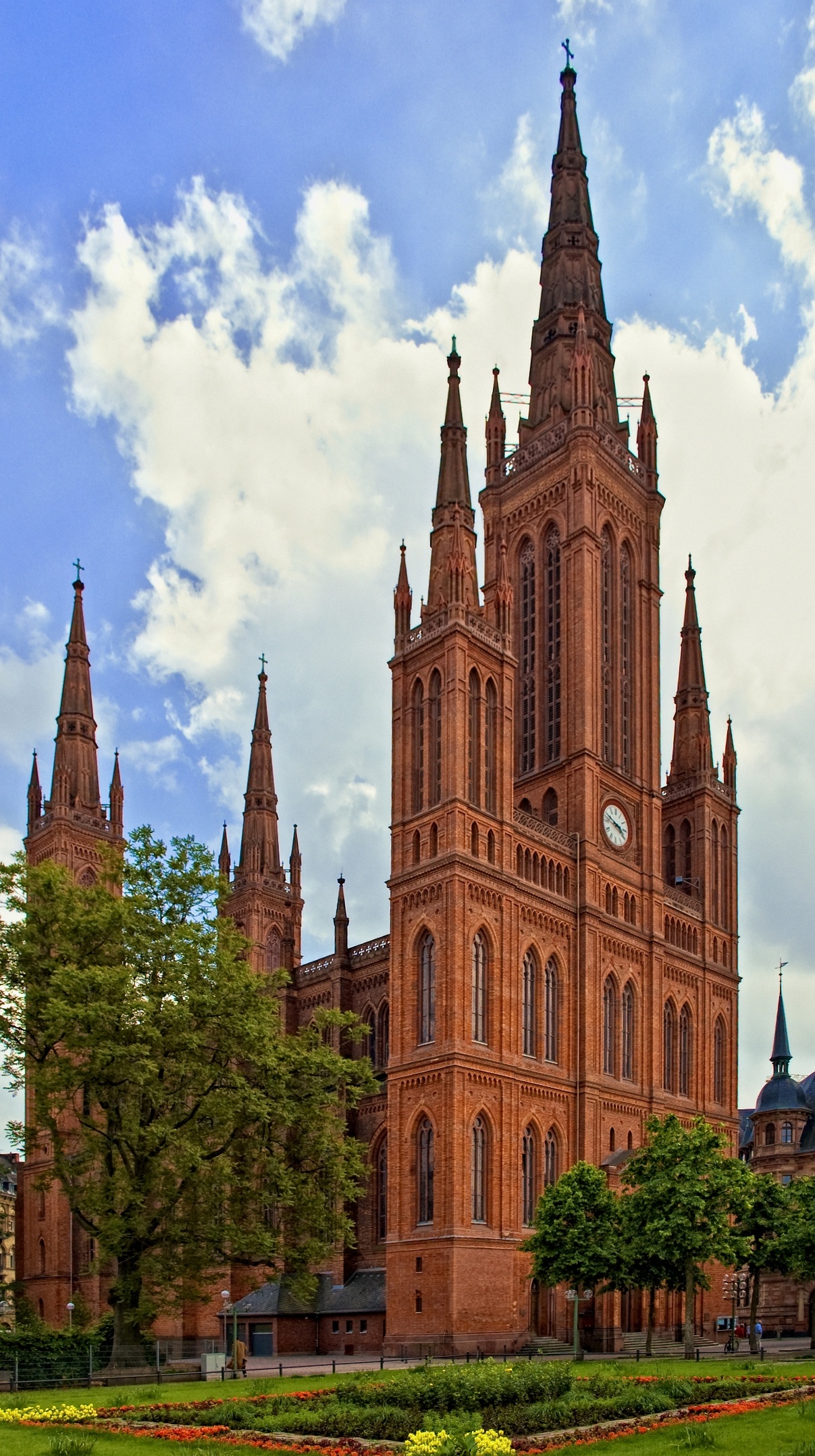
Widok z północy
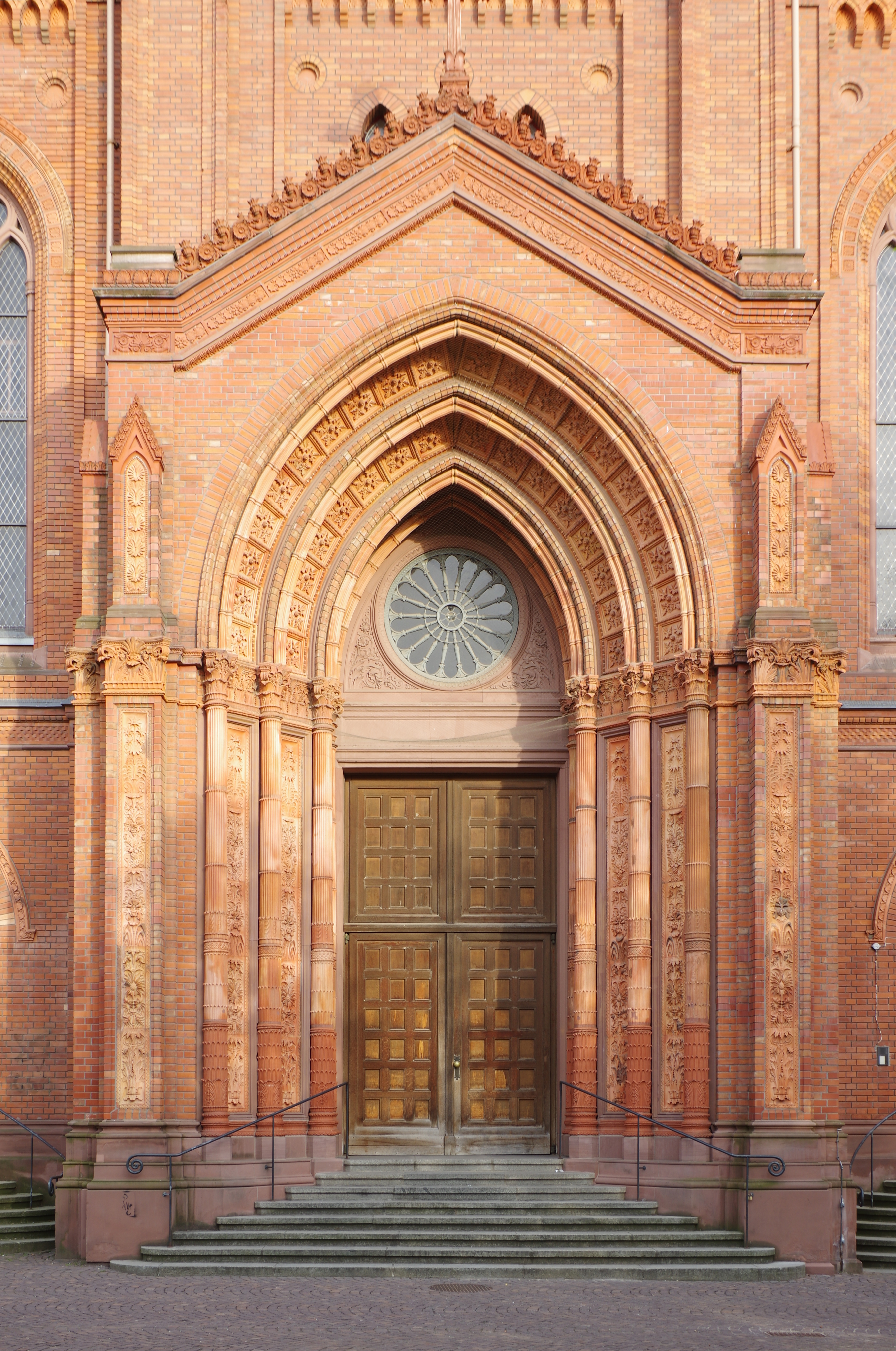
Portal główny
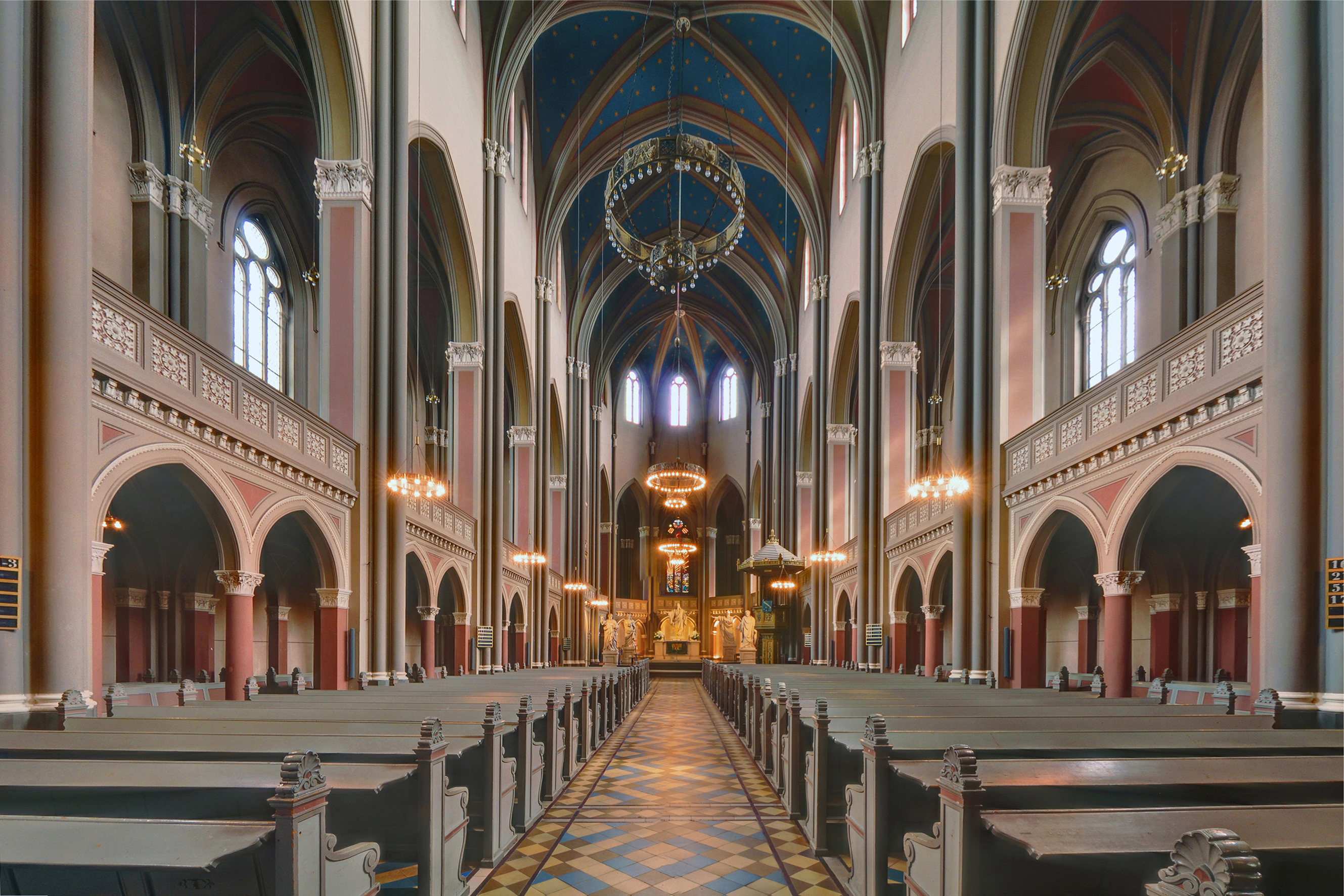
Wnętrze
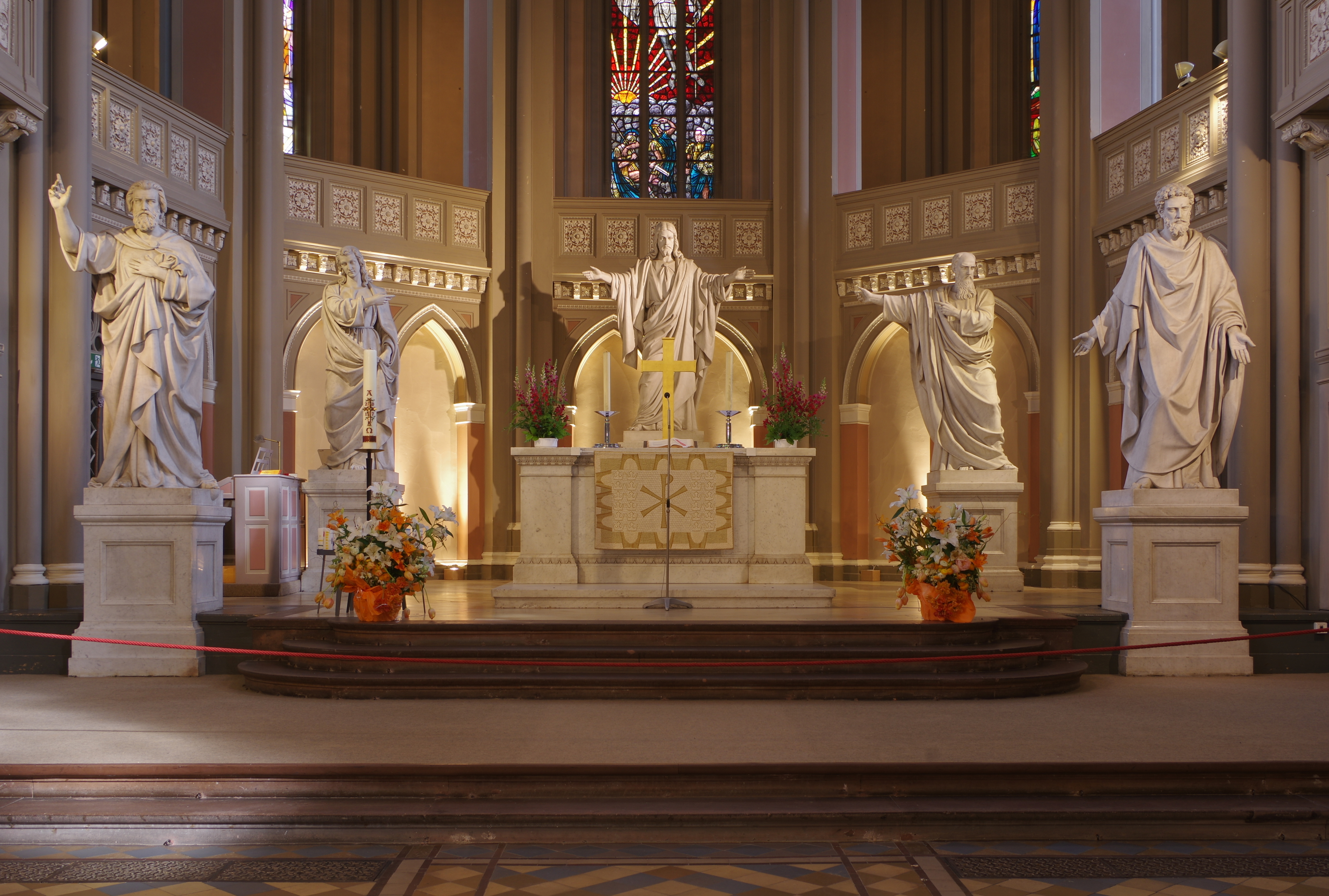
Ołtarz główny
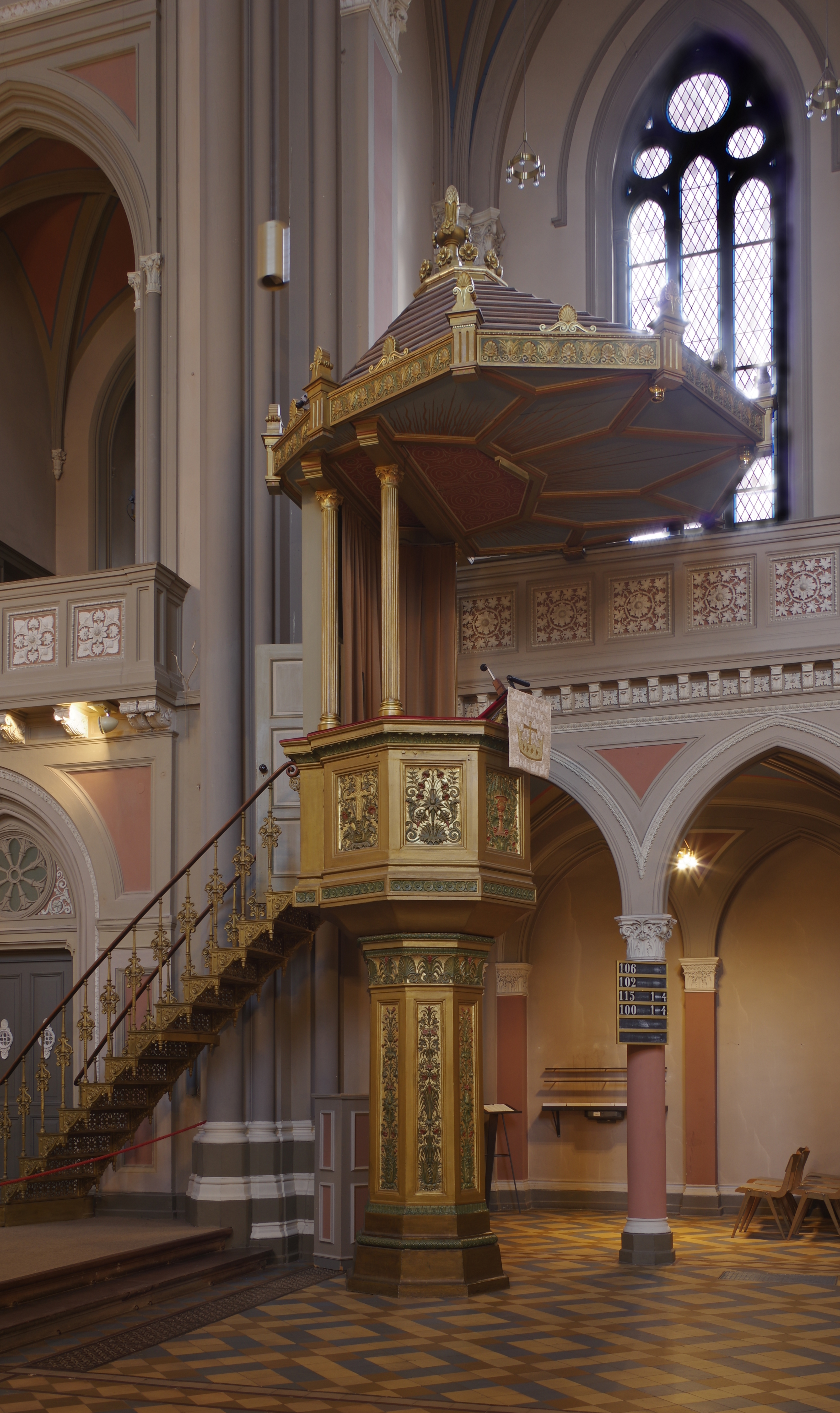
Ambona
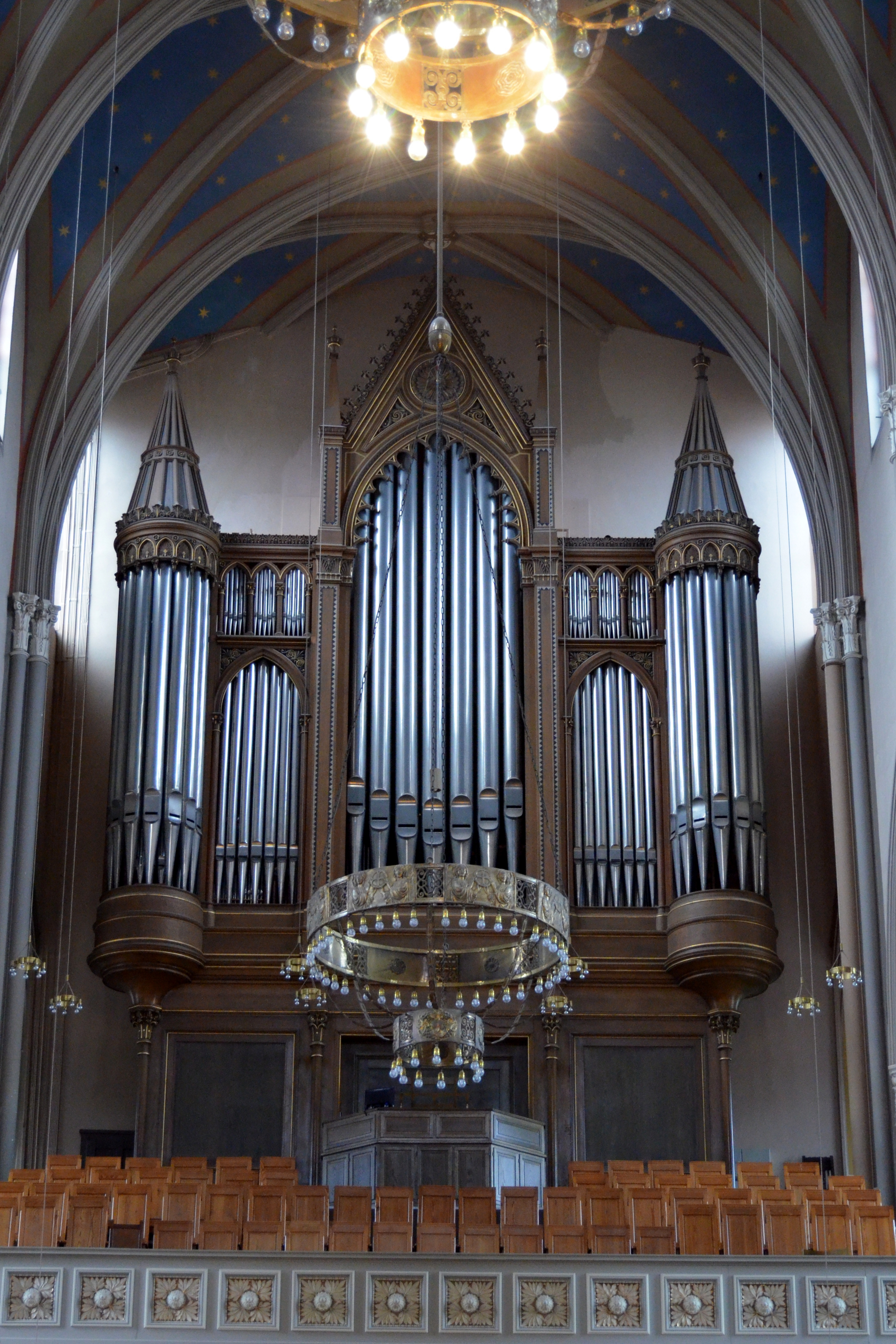
Organy główne
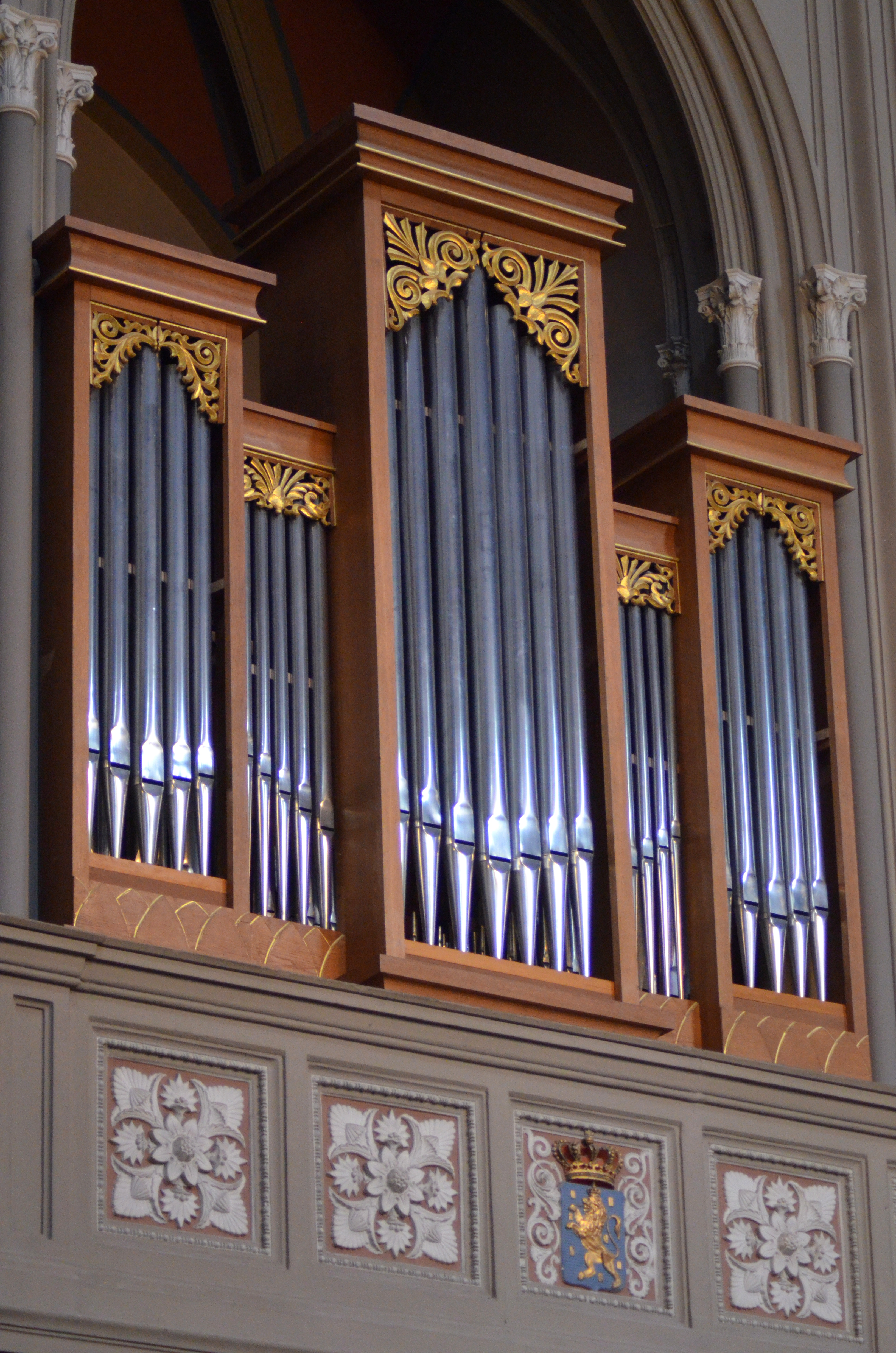
Organy chórowe